# سناوین سنا
سناوین سنا، روستایی از توابع بخش ارم در شهرستان دشتستان استان بوشهر در ایران است.

## جمعیت
این روستا در دهستان ارم قرار داشته و براساس سرشماری سال ۱۳۸۵ جمعیت آن ۵۰۷نفر (۸۰خانوار) می‌باشد.